# نايف الجهني
نايف الجهني شاعر وكاتب سعودي، ولد في القريات عام 1388هـ (1968)، رأس نادي تبوك الأدبي عام 2012، وكتب زاوية (عبق الخزامى) في صحيفة الرياض، وصدرت له العديد من المؤلفات التي تتنوع بين الشعر والرواية والفكر، من أبرزها كتاب (الكارما في الإسلام: تقنية العلاج بالأخلاق والطاقة الروحية).

## التعليم
حاصل على درجة الدكتوراه في التعلم الإتقاني وأثره على التحصيل في اللغة العربية من الجامعة العربية عمان في المملكة الأردنية الهاشمية.

## العمل
يعمل عضواً في هيئة التدريس في جامعة تبوك.
عمل رئيساً لنادي تبوك الأدبي من عام 2012.
عمل مديراً لفرع جمعية الثقافة الفنون في تبوك.

## إصدارات
- ديوان (سريعًا كمن لا يمر) شعر فصيح. صدر عام 1997.[4]
- ديوان (شمال الروح) شعر عامي. صدر عام 2000.[10]
- ديوان (نوافذ القيصوم) شعر فصيح. صدر عام 2000.[7]
- (الحدود) رواية. صدرت عام 2003. وهي رواية تستمد تفاصيلها من الحياة البدوية في الصحراء السعودية شمال السعودية.[11]
- (الكارما في الإسلام: تقنية العلاج بالأخلاق والطاقة الروحية) صدر عن الدار العربية للعلوم.[12]
- ديوان (هدى) شعر فصيح. صدر عن الدار العربية للعلوم عام 2010.[13]
- (ما وراء الوعي: تأمل إيماني في القدرات عند البشر آفاق «الباراسيكولوجي») صدر عن الدار العربية للعلوم عام 2012.[14]
- (تباوا) رواية صدرت عن الدار العربية للعلوم عام 2012.[15]
- ديوان (حنين بري) صدر عن الدار العربية للعلوم عام 2013م.[16]
- (صوفيولوجيا وعي اللحظة بذاتها) صدر عن منشورات ضفاف عام 2014.[17]
- (كونيات: تأملات في الوجود الشعري) صدر عن منشورات ضفاف عام 2014.[18]
- ديوان (بعيدة كتنبؤ..!) صدر عن مؤسسة الانتشار العربي عام 2016.[19]
- (كارما النية: من أرض السبب إلى سماء النتيجة).[20]

## تكريم وجوائز
- حاصل على جائزة تبوك للتفوق العلمي عام 1996.[21]
- كرمه نادي تبوك الأدبي عام 2011.[22]
- كرمته جمعية الثقافة والفنون في جدة بالتعاون مع نادي جدة الأدبي عام 2019 في أمسية عنوانها (نايف الجهني السيرة والمسيرة)، تقديراً لعطائه في مجال الثقافة والفنون والشعر.[23][24]